# Éhn József
Éhn József (Budapest, 1942. augusztus 18. – Budaörs, 2017. július 27.) magyar építőmérnök, vízépítőipari szakmérnök.

## Pályája
Idősebb Éhn József építészmérnök fiaként született, aki kora egyik jelentős tervezőművésze volt. Bizonyára részben édesapjának hatására is, de az érdeklődése már fiatalon a műszaki pálya felé fordult, ezért az 1960-ban, a József Attila Gimnáziumban tett érettségije után a Budapesti Műszaki Egyetemre jelentkezett és ott szerzett általános mérnöki diplomát 1965-ben. Tanulmányait ezzel még messze nem fejezte be, elvégezte ugyanitt a vízépítőipari szakmérnöki képzést is, aminek végén, 1972-ben szakmérnöki oklevelet szerzett.
Diplomájának megszerzésétől kezdve a rendszerváltás körüli időszakig, 1991-ig az a Vízügyi Tervező Vállalat (VIZITERV) munkatársa volt, kezdetben mint tervező, majd mint vezető tervező. Ezen belül két, több éves időszakban – 1973 és 1978, majd 1983 és 1986 között – Algériában tevékenykedett hivatalos kiküldetésben, mint vállalatának vezető szakértője. Bőséges külföldi tapasztalatai és három világnyelv tárgyalási szintű ismeretének birtokában (angolul, franciául és németül is beszélt) 1986 és 1988 között a vállalat export főmérnöke volt, ezt követően pedig vállalati tanács vezérigazgatónak választotta meg, amely posztot 1991-ig töltötte be.
Az 1990-es évek elején több munkatársával saját vállalkozásba kezdett, megalakítva – és 25 évig irányítva – a vízépítőipari tervezéssel és tanácsadással is foglalkozó VÍZ-INTER Mérnökiroda Kft-t. A cég fő működési területe az építmény- és műtárgytervezés volt, főként komplex vízellátási, víztisztítási, szennyvízelvezetési és szennyvíztisztítási rendszerekre vonatkozóan. Sokirányú tapasztalatai révén számos feladatot kapott az Európai Unió által támogatott hazai vízépítési beruházások megvalósításában, így bekapcsolódott többek között Székesfehérvár, Pécs, Szeged, Szombathely, Debrecen, Makó, Dombóvár és Győr különféle közműfejlesztési programjának végrehajtásába.
Feladatának tekintette szaktudásának átadását és a fiatal mérnökök oktatásába való bekapcsolódást is, így 1994-től 2002-ig címzetes docensként részt vett a Budapesti Műszaki Egyetem Vízépítési Tanszékén a külföldi hallgatók francia nyelvű oktatásában.
2017. július 27-én váratlanul hunyt el az otthonában; temetése augusztus 29-én volt a budapesti Farkasréti Temetőben. Halála után a Magyar Mérnöki Kamara, a Budapesti és Pest Megyei Mérnöki Kamara, valamint a Magyar Tanácsadó Mérnökök és Építészek Szövetsége is a saját halottjának nyilvánította.

## Szakmai szervezetekben viselt tagságai
Munkája mellett mindig foglalkoztatta a mérnöktársadalom sorsának és helyzetének alakulása, így tagja volt a Hidrológiai Társaságnak és az Építéstudományi Egyesületnek, továbbá megalapításától fogva aktív tagja volt a Magyar Mérnöki Kamarának, utóbbiban 2001 és 2009 között, két cikluson keresztül elnökségi tagságot is viselt. Az országos kamara több munkacsoportjában is részt vett, aktív résztvevőként, esetenként vezetői minőségben is. Kivette a részét a kamara közbeszerzési javaslatainak kidolgozásából, a tervezőimérnöki szolgáltatások rendszerének, illetve a beruházási kódex koncepciójának kidolgozásából. A Budapesti és Pest Megyei Mérnöki Kamara etikai-fegyelmi bizottsági tagja volt, valamint a megyei és az országos küldöttgyűlésben is tagságot vállalt.
Jelentős része volt az International Federation of Consultig Engineers (FIDIC) magyarországi tagszervezeteként létrejött Tanácsadó Mérnökök és Építészek Szövetsége (TMSZ) megalakításában, ennek 1992-1999 közt elnöke, később tiszteletbeli elnöke és az Etikai Bizottság elnöke volt. Nevéhez kötődik a Magyar Tanácsadó Mérnökök és Építészek Szövetségének 1992. április 23-án elfogadott alakuló Alapszabályának kidolgozása, kiemelkedő szerepe volt abban, hogy a TMSZ bekapcsolódott két nemzetközi szervezetbe is.

## Közéleti szerepvállalása
Mérnöki tevékenységén felül közéleti szerepet is vállalt, országos szervezetekben és lakóhelyén, Budaörsön is. Alapítója és egy időben elnöke volt a Székely Nemzeti Tanácshoz tartozó Társaság a Kárpát-medencei Magyarországért egyesületnek, ottani munkásságát 2010-ben a Széchényi Társaság díjával ismerték el. Tagja volt a Műegyetem 56 Alapítvány Kuratóriumának, valamint a Budaörsi Polgári Körök Szövetségének is egyik főszervezője volt.